# Али-Баба и сорок разбойников (аниме)
«Али-Баба и сорок разбойников» (яп. アリババと40匹の盗賊 ари баба то ёндзюппики но то:дзоку) — полнометражный анимационный фильм 1971 года режиссёра Сидара Хироси студии Toei Animation, основанный на сюжете «Али-Баба и сорок разбойников» из сборника сказок «Тысяча и одна ночь». Аниме было выпущено к 20-летию студии.
На русский язык дублировался дважды — в СССР и в России.

## Сюжет
Правитель Али-Баба XXXIII, потомок Али-Бабы I, в настоящее время растратил почти все сокровища своего предка. Однажды он находит волшебную лампу, из которой выходит большой розовый монстр, который называет себя «джинн». Джинн обещает царю осуществить его каждое желание, но есть одна загвоздка — «джинн» сильно боится кошек. Али-Баба XXXIII решает изгнать всех кошек из своего царства, но против этого решения восстает Алук, потомок лидера сорока разбойников, который с помощью 38 кошек и крысы попытается отомстить за своего предка, которого обокрал Али-Баба I.

## История аниме
Аниме было снято в 1971 году студией Toei Animation. Режиссёром выступил Хироси Сидара, сценарий создал Морихиса Ямамото, а над ключевой анимацией работал Хаяо Миядзаки. У него много общего с вышедшим в то же время аниме «Животные на острове сокровищ»: оно также берет за основу хорошо известную историю, дорабатывает ее и населяет антропоморфными животными. Оба произведения смещают фокус с приключений на комедию. И оба созданы к 20-летию студии Toei Animation.
В аниме включен пересказ оригинальной истории Али-Бабы. Визуальный ряд в его ходе выполнен при помощи теневых кукол.
Премьера мультфильма состоялась 18 июля 1971 года в Японии. Также фильм был переведен и показан в Западной Германии — нем. Ali Cats und der fliegende Professor, Италии — итал. Ali Babà e i 40 ladroni, Испании — исп. Alí Babá y los 40 ladrones, США — англ. Alibaba's Revenge и в международном прокате на английском языке под названием англ. Ali Baba and the Forty Thieves.
На русский язык фильм впервые был дублирован на киностудии «Союзмультфильм». Роли озвучивали Мария Виноградова, Гарри Бардин, Борис Рунге, Степан Бубнов, Григорий Шпигель, Юрий Саранцев. Режиссёр дубляжа — Георгий Калитиевский. В 2009 году аниме было дублировано повторно компанией Cinema Prestige и вышло на DVD 7 сентября 2009 года. Режиссёром этого дубляжа стал Александр Фильченко, а роли озвучивали Василий Марков, Сергей Надточиев, Александр Фильченко, Павел Рукавицын, Мария Бондаренко, Дмитрий Карташов, Олег Шевченко и Анна Гребенщикова.

## Музыка
- Начальная тема — «Kumo ga Oshiete Kureru Michi» (雲がおしえてくれる道), исполняемая Нобуё Ояма, Vocal Shop
- Песня в середине — «Kono Hi no Tame ni» (この日のために), исполняемая Нобуё Ояма, Дзюмпэй Такигути, Vocal Shop

## Критика
Комедийное аниме напоминает больше американские мультфильмы, чем других представителей японской культуры, так как персонажи большую часть времени гоняются друг за другом под окружающие их со всех сторон взрывы. Наличие такого большого количества экшен-сцен выделяет его из других работ студии. В сравнении с «Животные на острове сокровищ» «Али-Баба» не прошел испытание временем и спустя 45 с лишним лет смотрится скучно, анимация постоянно переиспользуется, а город слабо детализирован.